# Elecciones generales de Bélgica de 1837
Las elecciones generales de Bélgica de término medio de 1837 se celebraron el 13 de junio de ese año para renovar 51 de los 102 escaños de la Cámara de Representantes. La participación electoral fue del 56,0%, pero el censo electoral estaba conformado por solo 24.526 personas.   Los escaños de la Cámara se renovaron en cinco de las nueve provincias del país: Amberes, Brabante, Luxemburgo, Namur y Flandes Occidental .
Ese año no hubo elecciones al Senado. 

## Resultados

### Cámara de Representantes
| Partido            | Votos | % | Escaños |    |
| ------------------ | ----- | - | ------- | -- |
| Católicos          |       |   | 28      | -2 |
| Liberales          |       |   | 23      | +2 |
| Total              |       |   | 51      | 0  |
| Sternberger y col. |       |   |         |    |